# Lee Van Cleef
Clarence Leroy Van Cleef Jr. (Somerville, New Jersey, 9. siječnja 1925. – Oxnard, Kalifornija, 16. prosinca 1989.), američki filmski, televizijski i kazališni glumac.

## Životopis
Nakon službe u američkoj mornarici u Drugom svjetskom ratu kratko je radio kao računovođa. Filmski karijeru započeo je ulogom Jacka Colbyja u filmu Točno u podne Freda Zinnemanna. Slijedile su mnoge uloge u niskobudžetnim vesternima te manje uloge u filmovima Obračun kod O. K. Corrala i Metalna zvijezda u kojima je uglavnom glumio negativce. Zbog teške prometne nesreće 1958. bio je spriječen u pojavljivanju u filmovima, a tek je 1962. ostvario zapaženu ulogu u filmu Čovjek koji je ubio Libertyja Valancea.
Preokret u karijeri bila je uloga Douglasa Mortimera u filmu Sergija Leonea Za dolar više. Vrhunac glume u špageti vesternima bila je uloga plaćenika Angel Eyesa u filmu Dobar, loš, zao (također Sergija Leonea). Snimio je još par zapaženih uloga u vesternima (Smrt jaše na konju, Dan gnjeva, Sabata) te u akcijskim filmovima (Bijeg iz New Yorka). Preminuo je od srčanog udara u 64. godini.

## Vanjske poveznice
- Lee Van Cleef u internetskoj bazi filmova IMDb-u (engl.)